# 1957 في إسبانيا
فيما يلي قوائم الأحداث التي وقعت خلال عام 1957 في إسبانيا.

## سياسة

### تعيين في المنصب
- 25 يونيو – كارلوس آرياس نابارو Director General of Security  [لغات أخرى]‏.

## رياضة
- 1 يناير – طواف إسبانيا 1957

## مواليد

### يناير
- 1 يناير – سيرخيو بيلا سانخوان
- 5 يناير – خوان فرنانديز درّاج طريق إسباني.
- 9 يناير – مانويل سارابيا لاعب كرة قدم مكسيكي.
- 22 يناير – آنا سانتوس أرامبورو أمينة مكتبة إسبانية.

### فبراير
- 24 فبراير – رافائيل غورديلو لاعب كرة قدم إسباني.
- 25 فبراير – ريكاردو بينيلا آرياس لاعب كرة قدم إسباني.

### مارس
- 15 مارس – فيكتور مونيوز لاعب كرة قدم إسباني.
- 19 مارس – خوسيه أنطونيو كويريجيتا لاعب كرة سلة إسباني.

### أبريل
- 9 أبريل – سيفي بايستيروس
- 25 أبريل – روبرتو فيزكينو لاعب كرة مضرب إسباني.
- 28 أبريل – هيبوليتو رينكون لاعب كرة قدم إسباني.

### مايو
- 14 مايو – مارينو ليخاريتا درّاج طريق إسباني.
- 16 مايو – أنطونيو ماسيدا لاعب كرة قدم إسباني.
- 28 مايو – أنطونيو لوبيز

### يونيو
- 18 يونيو – ميغيل انخيل لوتينا

### أغسطس
- 28 أغسطس – مانويل بريسيادو

### سبتمبر
- 11 سبتمبر – خوان أنطونيو أنخويلا
- 17 سبتمبر – ريكاردو زونيغا كاراسكو دراج إسباني.

### أكتوبر
- 2 أكتوبر – ميغيل بيريز درّاج طريق إسباني.
- 16 أكتوبر – أنخيل بيريز
- 30 أكتوبر – كويم كوستا

### نوفمبر
- 22 نوفمبر – جوزيفا غاليغو ماسيغوسا عالمة فلك إسبانية.

### ديسمبر
- 8 ديسمبر – خوسيه لويس غونثاليث سانتشيث